# Обухов, Владимир Николаевич
Владимир Николаевич Обухов (21 августа 1935, Москва — 16 июля 2020) — советский баскетбольный тренер, Заслуженный тренер СССР, заслуженный тренер Российской Федерации.

## Биография
Окончил Московский областной педагогический институт в 1959 году.
Тренерский стаж — 36 лет (1960—1995).
В качестве тренера сборной команды юношей Москвы трижды выигрывал Всесоюзные соревнования (1966, 1967 и 1973 гг.).
С 1972 по 1976 год — тренер мужской команды московского «Динамо» (бронзовые медали в чемпионатах СССР 1975 и 1976 гг.).
С 1968 по 1989 год работал со сборными командами СССР. Ведомые им сборные юниоров пять раз становились чемпионами Европы (1970, 1978, 1980, 1982 и 1984). В 1976 г. сборная юниоров стала серебряным призёром. В 1973 году сборная кадетов стала чемпионом Европы. В 1983 году сборная юниоров стала серебряным призёром чемпионата мира.
В качестве главного тренера мужской сборной СССР привёл её к победе в чемпионате Европы-85 (Штутгарт), на Всемирной Универсиаде-85 (Кобе), к серебряным медалям чемпионата мира-86 (Мадрид).
В 1985 году был признан лучшим мужским тренером Европы.
Бронзовый призёр «Олимпиады малых стран» (1992) с национальной мужской сборной Мальты.
Через его тренерские руки прошло более 20 заслуженных мастеров спорта. Среди них — олимпийские чемпионы А. Белов и И. Дворный, а также практически весь состав сборной команды СССР, победивший на Олимпийских Играх-88 в Сеуле.